# 陈奇 (少将)
陈奇（1911年—1956年），出生于河南省罗山县的佃农家庭。中国人民解放军开国少将。
1929年，陈奇参加中国工农红军离开家乡。家中的亲人也因此遇害。两个哥哥被活埋和枪杀，寡母则下落不明。1934年2月，任红四方面军九军二十七师八十团某营营长。1934年10月，开始长征。红九军后被编入西路军，部队在甘肃省古浪县一带打散后，陈力并未选择回乡，而是选择去延安。1937年7月，到山东抗日军政大学受训。1938年3月任抗日军政大学区队长。11月，任八路军山东纵队四支队一团副团长。四支队整编后，任山东纵队一旅二团任副团长。后任32军95师师长。1955年，授予中国人民解放军少将。